# Чемпіонат світу з хокею із шайбою 2013
Чемпіонат світу з хокею із шайбою 2013 — 77-й чемпіонат світу з хокею із шайбою ІІХФ, який проходив у Фінляндії та Швеції з 3 травня по 19 травня 2013 року. Матчі проходили на льоду «Глобен Арена» у Стокгольмі та «Хартвалль Арена» у Гельсінкі.

## Вибір господаря турніру
Заявки на проведення чемпіонату подали: Білорусь (Мінськ та Бобруйськ), Угорщина (Будапешт), Латвія (Рига) та Чехія (Прага та Острава). Також на проведення чемпіонату в Санкт-Петербурзі заявляла Росія, але в підсумковий список після першого туру не потрапила.
Рішення було прийнято 21 вересня на конгресі Міжнародної федерації хокею ІІХФ, який проходив у Ванкувері з 20 по 22 вересня 2007 року. На голосуванні Швеція отримала 70 голосів з 96 можливих, Білорусь — 15, Угорщина — 8, Чехія — 3, а Латвія зняла свою кандидатуру за декілька хвилин до початку голосування на користь Швеції.
8 травня 2009 року в Берні під час ЧС-2009 було прийнято рішення провести чемпіонати 2012 і 2013 років одночасно у двох країнах — Швеції та Фінляндії. Регламент чемпіонату світу 2013 буде такий як і попереднього 2012 року в ньому візьмуть участь 16 збірних, поділені на 2 групи по 8 команд, дві останні вилітають до першого дивізіону (дивізіон I).

## Посів і групи

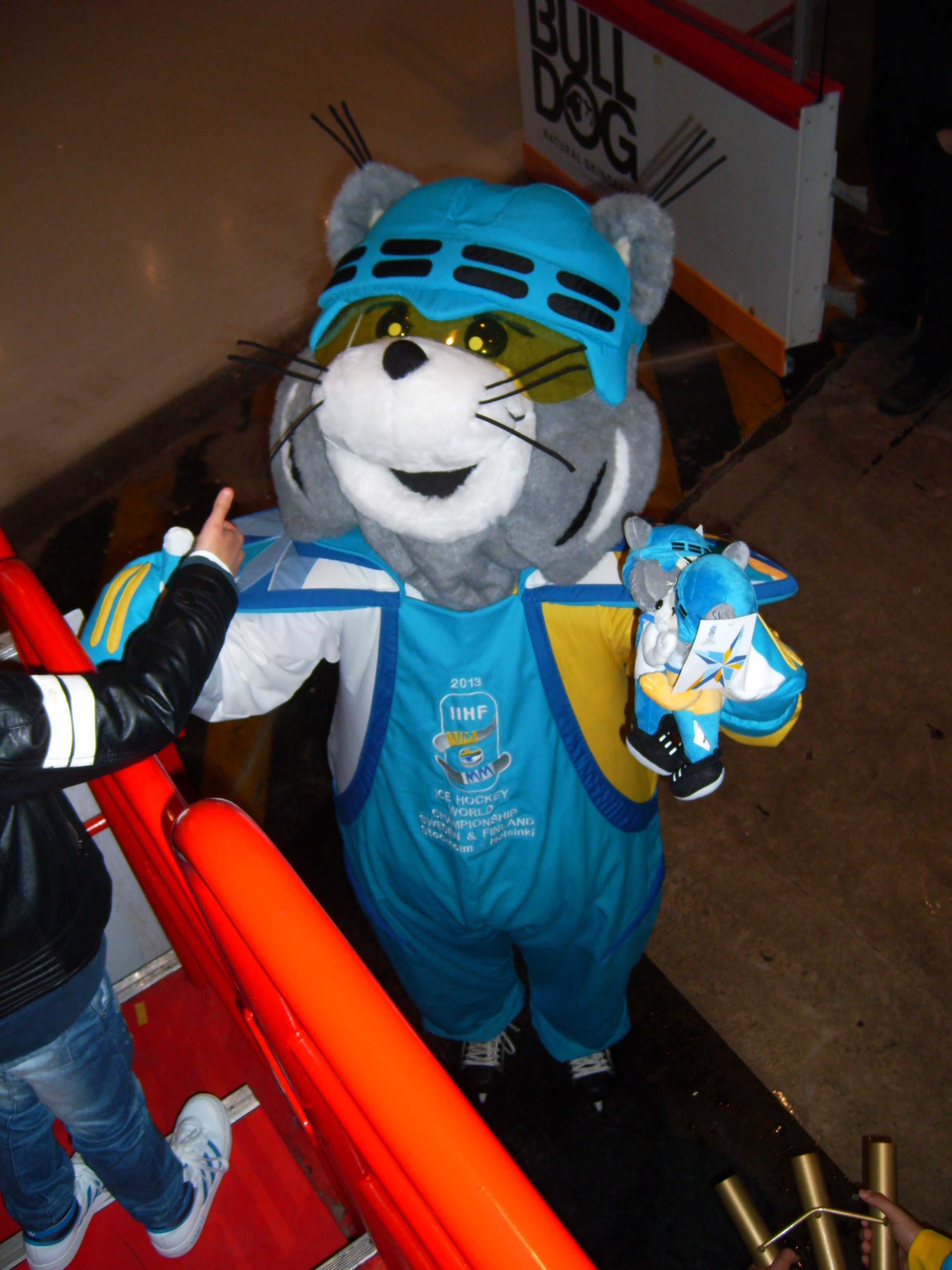
Icy — талісман чемпіонату.

Посів команд у попередньому раунді визначався за результатами Світового рейтингу ІІХФ. Команди були розподілені по групах згідно з посівом (у дужках відповідна позиція у світовому рейтингу):
| Група A | Група B |
| --- | --- |
| Група А - Росія (1) - Фінляндія (2) - Словаччина (6) - США (7) - Німеччина (10) - Латвія (11) - Франція (14) - Австрія (15) | Група В - Чехія (3) - Швеція (4) - Канада (5) - Норвегія (8) - Швейцарія (9) - Данія (12) - Білорусь (13) - Словенія (16) |

## Судді
ІІХФ обрала 16 головних суддів, і 16 лінійних, для забезпечення судійства на чемпіонаті світу 2013. Список суддей наступний:
| Головні судді - Владімір Балушка - В'ячеслав Буланов - Ларс Брюггеман - Ян Крофт - Мартін Франьо - Антонін Єрабек (Єржабек) - Морган Юганссон - Костянтин Оленін | Головні судді - Кейт Кавал - Метт Кірк - Дерек Заласкі - Даніель Піхачек - Брент Райбер - Алекс Рантала - Юрі Петтері Ронн - Маркус Віннерборг | Лінійні судді - Роже Арм - Кріс Карлсон - Джонатан Моррісон - Іван Дедюля - Петр Блюмель - Джімі Дамен - П'єр Дешан - Сірко Шульц | Лінійні судді - Йоханес Кейк - Ян Кіліан - Андре Шрадер - Сакарі Суомінен - Сергій Шелянін - Джессі Уїлмот - Крістофер Вудворт - Мірослав Валах |

## Попередній раунд
|  | Команда переходить у раунд плей-оф                                      |
|  | Команда не проходить у плей-оф, але буде грати на Чемпіонаті світу 2014 |
|  | Команда припиняє подальшу участь (вилітає до дивізіону I)               |

### Група А (Гельсінкі, Фінляндія)
| Команда    | І | В | ВО | ПО | П | ШЗ | ШП | Різ | Очк |
| ---------- | - | - | -- | -- | - | -- | -- | --- | --- |
| Фінляндія  | 7 | 4 | 2  | 0  | 1 | 23 | 14 | +9  | 16  |
| Росія      | 7 | 5 | 0  | 0  | 2 | 29 | 14 | +15 | 15  |
| США        | 7 | 5 | 0  | 0  | 2 | 24 | 16 | +12 | 15  |
| Словаччина | 7 | 3 | 0  | 1  | 3 | 18 | 17 | +1  | 10  |
| Німеччина  | 7 | 2 | 1  | 1  | 3 | 13 | 16 | −3  | 9   |
| Латвія     | 7 | 2 | 0  | 1  | 4 | 14 | 25 | −11 | 7   |
| Франція    | 7 | 2 | 0  | 1  | 4 | 13 | 21 | −8  | 7   |
| Австрія    | 7 | 1 | 1  | 0  | 5 | 18 | 29 | −11 | 5   |

- Час початку матчів місцевий (UTC+3)

#### 1-й тур
| 3 травня 2013 15:15 | Франція | 2 : 6 (0:1, 0:2, 2:3) | Словаччина | Хартвалль Арена, Гельсінкі Глядачів: 6,966 |

| Протокол                                              | Протокол                        | Протокол | Протокол        | Протокол                            |
| ----------------------------------------------------- | ------------------------------- | --- | --------------- | ----------------------------------- |
|                                                       | Крістобаль Юе                   | Голкіпери | Растіслав Станя | Арбітри: Брент Райбер Дерек Заласкі |
| Ро (Бозон, Бертран) 45:32 Флері (Бельмар, Трей) 51:58 | 0:1 0:2 0:3 0:4 0:5 1:5 2:5 2:6 | 08:28 Міклик (Заборський) 25:27 Петр Олвечкі (Дялога) 28:34 Заборський (Кукумберг) 43:50 Радівоєвич (Копецький, Бліжняк) 44:40 Шатан (Гудачек, Юрчина) 58:57 Гудачек (Секера, Кукумберг) |                 | Арбітри: Брент Райбер Дерек Заласкі |
| 8 хв.                                                 | Вилучення                       | 8 хв. |                 | Арбітри: Брент Райбер Дерек Заласкі |
| 26                                                    | Кидки                           | 37 |                 | Арбітри: Брент Райбер Дерек Заласкі |

| 3 травня 2013 19:15 | Фінляндія | 4 : 3 ОТ (1:0, 1:1, 1:2, 1:0) | Німеччина | Хартвалль Арена, Гельсінкі Глядачів: 12,115 |

| Протокол | Протокол                      | Протокол                                                                         | Протокол | Протокол                         |
| --- | ----------------------------- | -------------------------------------------------------------------------------- | -------- | -------------------------------- |
| | Йоні Ортіо                    | Голкіпери                                                                        | Роб Цепп | Арбітри: Мартін Франьо Метт Кірк |
| Контіола (Аалтонен, Песонен) 10:22 Песонен (Хієтанен, Контіола) 39:27 Контіола (Песонен) 58:31 Сакарі Салмінен 61:58 | 1:0 1:1 2:1 2:2 2:3 3:3 4:3ОТ | 30:21 Шюц (М. Гоч, Ранкель) 42:34 Ергофф (М. Гоч) 56:55 Анкерт (М. Гоч, Гогулла) |          | Арбітри: Мартін Франьо Метт Кірк |
| 6 хв. | Вилучення                     | 18 хв.                                                                           |          | Арбітри: Мартін Франьо Метт Кірк |
| 38 | Кидки                         | 18                                                                               |          | Арбітри: Мартін Франьо Метт Кірк |

| 4 травня 2013 11:15 | США | 5 : 3 (1:2, 4:1, 0:0) | Австрія | Хартвалль Арена, Гельсінкі Глядачів: 8,202 |

| Протокол | Протокол                        | Протокол                                                                                | Протокол           | Протокол                               |
| --- | ------------------------------- | --------------------------------------------------------------------------------------- | ------------------ | -------------------------------------- |
| | Бен Бішоп                       | Голкіпери                                                                               | Бернгард Штаркбаум | Арбітри: Морган Йохансон Алекс Рантала |
| Мосс (Фолк, Штястний) 10:02 Джонсон (Б'югстад, Крісто) 23:38 Степлтон (Леблан, Фолк) 29:31 Палушай (Крісто, Б'югстад) 30:57 Джонсон (Макбейн, Леблан) 38:32 | 0:1 0:2 1:2 2:2 3:2 4:2 4:3 5:3 | 04:58 Латуза (Гундертпфунд) 05:38 Вельзер (М. Іберер) 33:21 Шуллер (Пайнтнер, Р. Лукас) |                    | Арбітри: Морган Йохансон Алекс Рантала |
| 2 хв. | Вилучення                       | 6 хв.                                                                                   |                    | Арбітри: Морган Йохансон Алекс Рантала |
| 29 | Кидки                           | 21                                                                                      |                    | Арбітри: Морган Йохансон Алекс Рантала |

| 4 травня 2013 15:15 | Росія | 6 : 0 (1:0, 3:0, 2:0) | Латвія | Хартвалль Арена, Гельсінкі Глядачів: 5,293 |

| Протокол | Протокол                | Протокол  | Протокол                      | Протокол                            |
| --- | ----------------------- | --------- | ----------------------------- | ----------------------------------- |
| | Бризгалов               | Голкіпери | Ючерс з 40 хвилини Масальскіс | Арбітри: Брент Райбер Дерек Заласкі |
| Бірюков (Соїн, Світов) 13:03 Медведєв (Петров) 28:44 Радулов (Ковальчук, Бірюков) 32:59 Рясенський (Пережогін, Бєлов) 38:55 Ковальчук (Локтіонов) 40:17 Петров (Терещенко) 44:11 | 1:0 2:0 3:0 4:0 5:0 6:0 |           |                               | Арбітри: Брент Райбер Дерек Заласкі |
| 4 хв. | Вилучення               | 31 хв.    |                               | Арбітри: Брент Райбер Дерек Заласкі |
| 34 | Кидки                   | 15        |                               | Арбітри: Брент Райбер Дерек Заласкі |

#### 2-й тур
| 4 травня 2013 19:15 | Фінляндія | 2 : 0 (1:0, 0:0, 1:0) | Словаччина | Хартвалль Арена, Гельсінкі Глядачів: 12,078 |

| Протокол                                                              | Протокол     | Протокол  | Протокол        | Протокол                                  |
| --------------------------------------------------------------------- | ------------ | --------- | --------------- | ----------------------------------------- |
|                                                                       | Антті Раанта | Голкіпери | Растіслав Станя | Арбітри: Антонін Єрабек Маркус Віннерборг |
| Аалтонен (Контіола, Лепісто) 11:28 Контіола (Песонен, Хієтанен) 42:09 | 1:0 2:0      |           |                 | Арбітри: Антонін Єрабек Маркус Віннерборг |
| 10 хв.                                                                | Вилучення    | 8 хв.     |                 | Арбітри: Антонін Єрабек Маркус Віннерборг |
| 23                                                                    | Кидки        | 36        |                 | Арбітри: Антонін Єрабек Маркус Віннерборг |

| 5 травня 2013 11:15 | Франція | 3 : 1 (2:0, 1:0, 0:1) | Австрія | Хартвалль Арена, Гельсінкі Глядачів: 3,471 |

| Протокол                                                               | Протокол        | Протокол                    | Протокол           | Протокол                                 |
| ---------------------------------------------------------------------- | --------------- | --------------------------- | ------------------ | ---------------------------------------- |
|                                                                        | Крістобаль Юе   | Голкіпери                   | Бернгард Штаркбаум | Арбітри: Мартін Франьо Маркус Віннерборг |
| Флері 3:36 Т. Да Коста (Руссель, Гендерсон) 4:17 Дерозьє (Меньє) 37:10 | 1:0 2:0 3:0 3:1 | Ванек (Пайнтнер, Пек) 47:23 |                    | Арбітри: Мартін Франьо Маркус Віннерборг |
| 4 хв.                                                                  | Вилучення       | 4 хв.                       |                    | Арбітри: Мартін Франьо Маркус Віннерборг |
| 26                                                                     | Кидки           | 36                          |                    | Арбітри: Мартін Франьо Маркус Віннерборг |

| 5 травня 2013 15:15 | Німеччина | 1 : 4 (0:0, 0:2, 1:2) | Росія | Хартвалль Арена, Гельсінкі Глядачів: 3,705 |

| Протокол                        | Протокол            | Протокол | Протокол       | Протокол                               |
| ------------------------------- | ------------------- | --- | -------------- | -------------------------------------- |
|                                 | Денніс Ендрас       | Голкіпери | Семен Варламов | Арбітри: Морган Юганссон Алекс Рантала |
| 45:03 Дж. Тріпп (Вольф, Ергофф) | 0:1 0:2 1:2 1:3 1:4 | Ковальчук (Медведєв) 23:20 Ковальчук (Радулов) 30:09 Ковальчук (Радулов, Бірюков) 58:20 Кокарев (Соїн, Світов) |                | Арбітри: Морган Юганссон Алекс Рантала |
| 2 хв.                           | Вилучення           | 10 хв. |                | Арбітри: Морган Юганссон Алекс Рантала |
| 27                              | Кидки               | 26 |                | Арбітри: Морган Юганссон Алекс Рантала |

| 5 травня 2013 19:15 | Латвія | 1 : 4 (0:0, 1:2, 0:2) | США | Хартвалль Арена, Гельсінкі Глядачів: 5,048 |

| Протокол                        | Протокол            | Протокол | Протокол  | Протокол                          |
| ------------------------------- | ------------------- | --- | --------- | --------------------------------- |
|                                 | Едгарс Масальскіс   | Голкіпери | Бен Бішоп | Арбітри: Антонін Єрабек Метт Кірк |
| 21:11 Кулда (Спруктс, Дарзіньш) | 1:0 1:1 1:2 1:3 1:4 | Степлтон (Батлер) 22:11 Мосс (Штястний, Труба) 24:21 Батлер (Степлтон, Джонсон) 50:55 Ганвік (Штястний, Сміт) 52:21 |           | Арбітри: Антонін Єрабек Метт Кірк |
| 14 хв.                          | Вилучення           | 12 хв. |           | Арбітри: Антонін Єрабек Метт Кірк |
| 20                              | Кидки               | 26 |           | Арбітри: Антонін Єрабек Метт Кірк |

#### 3-й тур
| 6 травня 2013 15:15 | Німеччина | 2 : 3 (1:0, 0:1, 1:2) | Словаччина | Хартвалль Арена, Гельсінкі Глядачів: 5,078 |

| Протокол                                                     | Протокол            | Протокол                                                                                           | Протокол        | Протокол                            |
| ------------------------------------------------------------ | ------------------- | -------------------------------------------------------------------------------------------------- | --------------- | ----------------------------------- |
|                                                              | Роб Цепп            | Голкіпери                                                                                          | Растіслав Станя | Арбітри: Мартін Франьо Брент Райбер |
| 4:01 Вольф (Н. Гоч, Гогулла) 43:01 Кінк (Дж. Тріпп, Б. Коль) | 1:0 1:1 1:2 2:2 2:3 | Бліжняк (Серсен) 33:30 Заборський (Мігалик, Кукумберг) 45:41 Заборський (Штумпел, Кукумберг) 52:46 |                 | Арбітри: Мартін Франьо Брент Райбер |
| 2 хв.                                                        | Вилучення           | 4 хв.                                                                                              |                 | Арбітри: Мартін Франьо Брент Райбер |
| 32                                                           | Кидки               | 33                                                                                                 |                 | Арбітри: Мартін Франьо Брент Райбер |

| 6 травня 2013 19:15 | Фінляндія | 3 : 1 (0:0, 2:0, 1:1) | Франція | Хартвалль Арена, Гельсінкі Глядачів: 12,158 |

| Протокол | Протокол        | Протокол                    | Протокол     | Протокол                         |
| --- | --------------- | --------------------------- | ------------ | -------------------------------- |
| | Йоні Ортіо      | Голкіпери                   | Фабріс Ланрі | Арбітри: Метт Кірк Дерек Заласкі |
| 34:41 Песонен (Аалтонен, Контіола) 35:19 Аалтонен (Контіола, Хієтанен) 48:36 Віяталома (Вяянянен, Пільстрем) | 1:0 2:0 2:1 3:1 | Бельмар (Трей, Флері) 40:43 |              | Арбітри: Метт Кірк Дерек Заласкі |
| 12 хв. | Вилучення       | 12 хв.                      |              | Арбітри: Метт Кірк Дерек Заласкі |
| 22 | Кидки           | 22                          |              | Арбітри: Метт Кірк Дерек Заласкі |

| 7 травня 2013 15:15 | Австрія | 6 : 3 (2:1, 2:1, 2:1) | Латвія | Хартвалль Арена, Гельсінкі Глядачів: 3,051 |

| Протокол | Протокол                            | Протокол                                                                                    | Протокол    | Протокол                               |
| --- | ----------------------------------- | ------------------------------------------------------------------------------------------- | ----------- | -------------------------------------- |
| | Бернгард Штаркбаум                  | Голкіпери                                                                                   | Маріс Ючерс | Арбітри: Морган Юганссон Алекс Рантала |
| 13:45 М. Іберер (Гундертпфунд) 17:09 Лакос (Латуза, Баумгартнер) 23:05 Ванек 26:58 Альтманн (Вельзер, Крістлер) 49:42 М. Раффль (Гундертпфунд) 56:50 Оберкофлер (Пек, Шуллер) | 0:1 1:1 2:1 3:1 4:1 4:2 4:3 5:3 6:3 | Берзіньш (Кеніньш, Мейя) 03:52 Савіелс (Андерсонс, Індрашіс) 38:08 Дарзіньш (Ципуліс) 40:52 |             | Арбітри: Морган Юганссон Алекс Рантала |
| 6 хв. | Вилучення                           | 8 хв.                                                                                       |             | Арбітри: Морган Юганссон Алекс Рантала |
| 25 | Кидки                               | 39                                                                                          |             | Арбітри: Морган Юганссон Алекс Рантала |

| 7 травня 2013 19:15 | Росія | 5 : 3 (2:2, 1:1, 2:0) | США | Хартвалль Арена, Гельсінкі Глядачів: 6,038 |

| Протокол | Протокол                        | Протокол                                                     | Протокол  | Протокол                                  |
| --- | ------------------------------- | ------------------------------------------------------------ | --------- | ----------------------------------------- |
| | Ілля Бризгалов                  | Голкіпери                                                    | Бен Бішоп | Арбітри: Антонін Єрабек Маркус Віннерборг |
| 05:23 Бєлов (Денисов, Анісімов) 14:04 Ковальчук (Нікулін, Радулов) 31:19 Терещенко (Мозякін, Петров) 53:35 Медведєв (Мозякін, Терещенко) 55:27 Радулов (Ковальчук) | 1:0 1:1 1:2 2:2 2:3 3:3 4:3 5:3 | Штястний (Сміт) 10:58 Штястний (Фолк) 13:28 Ганвік (Палушай) |           | Арбітри: Антонін Єрабек Маркус Віннерборг |
| 8 хв. | Вилучення                       | 18 хв.                                                       |           | Арбітри: Антонін Єрабек Маркус Віннерборг |
| 30 | Кидки                           | 22                                                           |           | Арбітри: Антонін Єрабек Маркус Віннерборг |

#### 4-й тур
| 8 травня 2013 15:15 | Австрія | 0 : 2 (0:0, 0:1, 0:1) | Німеччина | Хартвалль Арена, Гельсінкі Глядачів: 6,820 |

| Протокол | Протокол           | Протокол                    | Протокол | Протокол                            |
| -------- | ------------------ | --------------------------- | -------- | ----------------------------------- |
|          | Бернгард Штаркбаум | Голкіпери                   | Роб Цепп | Арбітри: В'ячеслав Буланов Ян Крофт |
|          | 0:1 0:2            | М. Кінк 37:00 М. Кінк 59:51 |          | Арбітри: В'ячеслав Буланов Ян Крофт |
| 8 хв.    | Вилучення          | 16 хв.                      |          | Арбітри: В'ячеслав Буланов Ян Крофт |
| 27       | Кидки              | 35                          |          | Арбітри: В'ячеслав Буланов Ян Крофт |

| 8 травня 2013 19:15 | США | 4 : 1 (1:1, 0:0, 3:0) | Фінляндія | Хартвалль Арена, Гельсінкі Глядачів: 12,484 |

| Протокол                                                                                          | Протокол            | Протокол                             | Протокол     | Протокол                             |
| ------------------------------------------------------------------------------------------------- | ------------------- | ------------------------------------ | ------------ | ------------------------------------ |
|                                                                                                   | Джон Гібсон         | Голкіпери                            | Антті Раанта | Арбітри: Ларс Брюггеман Брент Райбер |
| 17:36 Сміт (Мосс) 43:22 Сміт (Штястний, Фолк) 51:29 Джіонта (Томпсон) 59:18 Сміт (Штястний, Мосс) | 0:1 1:1 2:1 3:1 4:1 | Коскіранта (Песонен, Хієтанен) 05:53 |              | Арбітри: Ларс Брюггеман Брент Райбер |
| 12 хв.                                                                                            | Вилучення           | 8 хв.                                |              | Арбітри: Ларс Брюггеман Брент Райбер |
| 25                                                                                                | Кидки               | 32                                   |              | Арбітри: Ларс Брюггеман Брент Райбер |

| 9 травня 2013 15:15 | Росія | 1 : 2 (0:0, 1:2, 0:0) | Франція | Хартвалль Арена, Гельсінкі Глядачів: 3,173 |

| Протокол                       | Протокол    | Протокол                                         | Протокол     | Протокол                             |
| ------------------------------ | ----------- | ------------------------------------------------ | ------------ | ------------------------------------ |
|                                | Кошечкін    | Голкіпери                                        | Флоріан Арді | Арбітри: Мартін Франьо Алекс Рантала |
| 26:57 Пережогін (Попов, Бєлов) | 1:0 1:1 1:2 | Флері (Бельмар, К. Екфей) 29:52 А. Руссель 36:48 |              | Арбітри: Мартін Франьо Алекс Рантала |
| 4 хв.                          | Вилучення   | 6 хв.                                            |              | Арбітри: Мартін Франьо Алекс Рантала |
| 29                             | Кидки       | 19                                               |              | Арбітри: Мартін Франьо Алекс Рантала |

| 9 травня 2013 19:15 | Словаччина | 3 : 5 (1:3, 1:1, 1:1) | Латвія | Хартвалль Арена, Гельсінкі Глядачів: 3,124 |

| Протокол                                                                                           | Протокол                        | Протокол                                                                                                | Протокол            | Протокол                                 |
| -------------------------------------------------------------------------------------------------- | ------------------------------- | --- | ------------------- | ---------------------------------------- |
| | Станя з 20 хвилини Янус         | Голкіпери                                                                                               | Крістерс Гудлевскіс | Арбітри: Маркус Віннерборг Дерек Заласкі |
| 01:23 Заборський (Кукумберг, Міклик) 36:09 Суровий (Мезей, Даньо) 59:38 Суровий (Видарени, Юрчина) | 0:1 1:1 1:2 1:3 2:3 2:4 2:5 3:5 | Ципуліс (Спруктс) 00:15 Дарзіньш 13:00 Гіргенсонс (Кулда) 17:24 Дарзіньш 38:50 Дарзіньш (Спруктс) 40:25 |                     | Арбітри: Маркус Віннерборг Дерек Заласкі |
| 14 хв.                                                                                             | Вилучення                       | 8 хв.                                                                                                   |                     | Арбітри: Маркус Віннерборг Дерек Заласкі |
| 27                                                                                                 | Кидки                           | 24 |                     | Арбітри: Маркус Віннерборг Дерек Заласкі |

#### 5-й тур
| 10 травня 2013 15:15 | Словаччина | 1 : 2 Б (1:0, 0:1, 0:0, 0:0, 0:1 Б) | Австрія | Хартвалль Арена, Гельсінкі Глядачів: 8,449 |

| Протокол                           | Протокол        | Протокол                                                     | Протокол           | Протокол                              |
| ---------------------------------- | --------------- | ------------------------------------------------------------ | ------------------ | ------------------------------------- |
|                                    | Растіслав Станя | Голкіпери                                                    | Бернгард Штаркбаум | Арбітри: Ларс Брюггеман Мартін Франьо |
| Суровий (Серсен, Радівоєвич) 09:00 | 0:1 1:1 1:2     | 33:17 Унтерлуггауер (Баумгартнер, Оберкофлер) Ванек — булліт |                    | Арбітри: Ларс Брюггеман Мартін Франьо |
| 8 хв.                              | Вилучення       | 6 хв.                                                        |                    | Арбітри: Ларс Брюггеман Мартін Франьо |
| 43                                 | Кидки           | 35                                                           |                    | Арбітри: Ларс Брюггеман Мартін Франьо |

| 10 травня 2013 19:15 | Росія | 2 : 3 (0:1, 1:2, 1:0) | Фінляндія | Хартвалль Арена, Гельсінкі Глядачів: 12,383 |

| Протокол                                  | Протокол            | Протокол                                                                             | Протокол  | Протокол                            |
| ----------------------------------------- | ------------------- | ------------------------------------------------------------------------------------ | --------- | ----------------------------------- |
|                                           | Семен Варламов      | Голкіпери                                                                            | А. Раанта | Арбітри: Ян Крофт Маркус Віннерборг |
| 23:37 Радулов (Ковальчук) 58:12 Ковальчук | 0:1 1:1 1:2 1:3 2:3 | Контіола (Аалтонен, Лепісто) 03:22 Контіола (Лепісто) 27:21 Аалтонен (Песонен) 36:00 |           | Арбітри: Ян Крофт Маркус Віннерборг |
| 35 хв.                                    | Вилучення           | 41 хв.                                                                               |           | Арбітри: Ян Крофт Маркус Віннерборг |
| 36                                        | Кидки               | 24                                                                                   |           | Арбітри: Ян Крофт Маркус Віннерборг |

| 11 травня 2013 11:15 | США | 4 : 2 (2:0, 0:1, 2:1) | Франція | Хартвалль Арена, Гельсінкі Глядачів: 7,458 |

| Протокол                                                                                              | Протокол                | Протокол                                             | Протокол      | Протокол                              |
| --- | ----------------------- | ---------------------------------------------------- | ------------- | ------------------------------------- |
| | Бен Бішоп               | Голкіпери                                            | Крістобаль Юе | Арбітри: Ларс Брюггеман Алекс Рантала |
| 07:08 Джіонта (Карл) 17:17 Батлер (Леблан, Степлтон) 51:37 Штястний (Сміт) 53:23 Мосс (Фолк, Макбейн) | 1:0 2:0 2:1 3:1 4:1 4:2 | Екфей (Бельмар) 28:24 С. Трей (Дерозьє, Меньє) 58:30 |               | Арбітри: Ларс Брюггеман Алекс Рантала |
| 8 хв.                                                                                                 | Вилучення               | 12 хв.                                               |               | Арбітри: Ларс Брюггеман Алекс Рантала |
| 36 | Кидки                   | 17                                                   |               | Арбітри: Ларс Брюггеман Алекс Рантала |

| 11 травня 2013 15:15 | Фінляндія | 7 : 2 (2:0, 1:0, 4:2) | Австрія | Хартвалль Арена, Гельсінкі Глядачів: 12,121 |

| Протокол | Протокол                            | Протокол                                              | Протокол           | Протокол                                 |
| --- | ----------------------------------- | ----------------------------------------------------- | ------------------ | ---------------------------------------- |
| | Йоні Ортіо                          | Голкіпери                                             | Бернгард Штаркбаум | Арбітри: В'ячеслав Буланов Дерек Заласкі |
| 04:13 Пільстрем (Вяянянен, Яласваара) 08:18 Савінайнен (Контіола, Аалтонен) 27:48 Контіола (Лепісто) 49:26 Корпікоскі (Коскіранта, Лааксо) 50:22 Гагман (Хютенен, Анттіла) 55:23 Коскіранта (Корпікоскі) 57:21 Савінайнен (Контіола, Аалтонен) | 1:0 2:0 3:0 3:1 3:2 4:2 5:2 6:2 7:2 | Р. Лукас (Ванек) 40:38 Гербургер (Гундертпфунд) 42:46 |                    | Арбітри: В'ячеслав Буланов Дерек Заласкі |
| 4 хв. | Вилучення                           | 41 хв.                                                |                    | Арбітри: В'ячеслав Буланов Дерек Заласкі |
| 43 | Кидки                               | 18                                                    |                    | Арбітри: В'ячеслав Буланов Дерек Заласкі |

#### 6-й тур
| 11 травня 2013 19:15 | Німеччина | 2 : 0 (0:0, 1:0, 1:0) | Латвія | Хартвалль Арена, Гельсінкі Глядачів: 9,199 |

| Протокол                                                     | Протокол  | Протокол  | Протокол            | Протокол                       |
| ------------------------------------------------------------ | --------- | --------- | ------------------- | ------------------------------ |
|                                                              | Роб Цепп  | Голкіпери | Крістерс Гудлевскіс | Арбітри: Ян Крофт Брент Райбер |
| Улльманн (Гогулла, Вольф) 28:05 Гагер (Ергофф, М. Гоч) 43:05 | 1:0 2:0   |           |                     | Арбітри: Ян Крофт Брент Райбер |
| 10 хв.                                                       | Вилучення | 31 хв.    |                     | Арбітри: Ян Крофт Брент Райбер |
| 34                                                           | Кидки     | 26        |                     | Арбітри: Ян Крофт Брент Райбер |

| 12 травня 2013 15:15 | США | 3 : 0 (2:0, 0:0, 1:0) | Німеччина | Хартвалль Арена, Гельсінкі Глядачів: 11,057 |

| Протокол                                                                              | Протокол    | Протокол  | Протокол      | Протокол                                    |
| ------------------------------------------------------------------------------------- | ----------- | --------- | ------------- | ------------------------------------------- |
|                                                                                       | Джон Гібсон | Голкіпери | Денніс Ендрас | Арбітри: В'ячеслав Буланов Костянтин Оленін |
| Б. Батлер (Фолк, Сміт) 02:39 Штястний (Джонсон) 04:53 Джіонта (Томпсон, Ганвік) 51:27 | 1:0 2:0 3:0 |           |               | Арбітри: В'ячеслав Буланов Костянтин Оленін |
| 12 хв.                                                                                | Вилучення   | 8 хв.     |               | Арбітри: В'ячеслав Буланов Костянтин Оленін |
| 29                                                                                    | Кидки       | 30        |               | Арбітри: В'ячеслав Буланов Костянтин Оленін |

| 12 травня 2013 19:15 | Словаччина | 1 : 3 (0:0, 1:2, 0:1) | Росія | Хартвалль Арена, Гельсінкі Глядачів: 4,041 |

| Протокол         | Протокол        | Протокол                                                                    | Протокол       | Протокол                              |
| ---------------- | --------------- | --------------------------------------------------------------------------- | -------------- | ------------------------------------- |
|                  | Ярослав Янус    | Голкіпери                                                                   | Ілля Бризгалов | Арбітри: Даніель Піхачек Брент Райбер |
| Радівоєвич 39:44 | 0:1 0:2 1:2 1:3 | 25:36 Радулов (Медведєв) 31:44 Ковальчук (Радулов, Терещенко) 44:48 Денисов |                | Арбітри: Даніель Піхачек Брент Райбер |
| 10 хв.           | Вилучення       | 8 хв.                                                                       |                | Арбітри: Даніель Піхачек Брент Райбер |
| 24               | Кидки           | 23                                                                          |                | Арбітри: Даніель Піхачек Брент Райбер |

| 13 травня 2013 15:15 | Латвія | 3 : 1 (1:0, 1:0, 1:1) | Франція | Хартвалль Арена, Гельсінкі Глядачів: 2,204 |

| Протокол                                                                            | Протокол            | Протокол                       | Протокол      | Протокол                                 |
| ----------------------------------------------------------------------------------- | ------------------- | ------------------------------ | ------------- | ---------------------------------------- |
|                                                                                     | Крістерс Гудлевскіс | Голкіпери                      | Крістобаль Юе | Арбітри: Владімір Балушка Ларс Брюггеман |
| Ципуліс (Спруктс, Фрейбергс) 14:52 Спруктс (Ципуліс) 25:07 Дарзіньш (Спруктс) 56:24 | 1:0 2:0 2:1 3:1     | 43:27 Дерозьє (С. Трей, Екфей) |               | Арбітри: Владімір Балушка Ларс Брюггеман |
| 20 хв.                                                                              | Вилучення           | 6 хв.                          |               | Арбітри: Владімір Балушка Ларс Брюггеман |
| 26                                                                                  | Кидки               | 30                             |               | Арбітри: Владімір Балушка Ларс Брюггеман |

#### 7-й тур
| 13 травня 2013 19:15 | Австрія | 4 : 8 (3:3, 1:3, 0:2) | Росія | Хартвалль Арена, Гельсінкі Глядачів: 4,455 |

| Протокол | Протокол                                        | Протокол | Протокол       | Протокол                        |
| --- | ----------------------------------------------- | --- | -------------- | ------------------------------- |
| | Светте Бернгард Штаркбаум (з 20 хвилини)        | Голкіпери | Семен Варламов | Арбітри: Ян Крофт Алекс Рантала |
| 08:53 М. Іберер (Лукас) 09:08 Ванек (Пек, Раффль) 15:56 Раффль (Ванек, Гундертпфунд) 27:51 Ф. Іберер (Баумгартнер, Альтманн) | 0:1 0:2 1:2 2:2 3:2 3:3 3:4 4:4 4:5 4:6 4:7 4:8 | Пережогін (Мозякін, Попов) 01:25 Ковальчук (Радулов) 08:15 Нікулін (Медведєв, Ковальчук) 18:32 Радулов (Ковальчук) 24:50 Мозякін (Нікулін, Попов) 31:07 Соїн (Кокарев) 37:19 Зайцев (Петров) 41:36 Кузнецов (Петров, Бєлов) 49:38 |                | Арбітри: Ян Крофт Алекс Рантала |
| 18 хв. | Вилучення                                       | 12 хв. |                | Арбітри: Ян Крофт Алекс Рантала |
| 36 | Кидки                                           | 18 |                | Арбітри: Ян Крофт Алекс Рантала |

| 14 травня 2013 11:15 | Словаччина | 4 : 1 (2:0, 1:1, 1:0) | США | Хартвалль Арена, Гельсінкі Глядачів: 9,262 |

| Протокол | Протокол            | Протокол            | Протокол  | Протокол                                |
| --- | ------------------- | ------------------- | --------- | --------------------------------------- |
| | Растіслав Станя     | Голкіпери           | Бен Бішоп | Арбітри: Костянтин Оленін Алекс Рантала |
| 00:15 Радівоєвич (Копецький) 03:44 Бартек (Шатан) 30:48 Видарений (Заборський, Кукумберг) 58:36 Даньо (Шатан) | 1:0 2:0 3:0 3:1 4:1 | Крісто (Карл) 39:14 |           | Арбітри: Костянтин Оленін Алекс Рантала |
| 4 хв. | Вилучення           | 20 хв.              |           | Арбітри: Костянтин Оленін Алекс Рантала |
| 26 | Кидки               | 21                  |           | Арбітри: Костянтин Оленін Алекс Рантала |

| 14 травня 2013 15:15 | Франція | 2 : 3 ОТ (1:1, 1:0, 0:1, 0:1) | Німеччина | Хартвалль Арена, Гельсінкі Глядачів: 5,062 |

| Протокол                                   | Протокол               | Протокол                                                                        | Протокол | Протокол                               |
| ------------------------------------------ | ---------------------- | ------------------------------------------------------------------------------- | -------- | -------------------------------------- |
|                                            | Крістобаль Юе          | Голкіпери                                                                       | Роб Цепп | Арбітри: Владімір Балушка Брент Райбер |
| 01:42 Дерозьє (Беш, Й. Трей) 34:57 Руссель | 1:0 1:1 2:1 2:2 2:3 ОТ | Ергофф (Улльманн, Грайлінгер) 17:32 Вольф (Гердлер) 41:24 Ергофф (М. Гоч) 61:05 |          | Арбітри: Владімір Балушка Брент Райбер |
| 24 хв.                                     | Вилучення              | 4 хв.                                                                           |          | Арбітри: Владімір Балушка Брент Райбер |
| 29                                         | Кидки                  | 36                                                                              |          | Арбітри: Владімір Балушка Брент Райбер |

| 14 травня 2013 19:15 | Латвія | 2 : 3 ОТ (1:1, 0:1, 1:0, 0:1) | Фінляндія | Хартвалль Арена, Гельсінкі Глядачів: 12289 |

| Протокол                                                  | Протокол               | Протокол | Протокол     | Протокол                                   |
| --------------------------------------------------------- | ---------------------- | --- | ------------ | ------------------------------------------ |
|                                                           | Крістерс Гудлевскіс    | Голкіпери | Антті Раанта | Арбітри: В'ячеслав Буланов Даніель Піхачек |
| 08:19 Мейя (Джеріньш, Ясс) 56:13 Єкимовс (Мейя, Джеріньш) | 1:0 1:1 1:2 2:2 2:3 ОТ | С. Салмінен (Корпікоскі, Мянтюля) 09:18 Гранлунд (С. Салмінен, Лааксо) 30:25 Пільстрем (Савінайнен, Мянтюля) 63:46 |              | Арбітри: В'ячеслав Буланов Даніель Піхачек |
| 16 хв.                                                    | Вилучення              | 8 хв. |              | Арбітри: В'ячеслав Буланов Даніель Піхачек |
| 20                                                        | Кидки                  | 29 |              | Арбітри: В'ячеслав Буланов Даніель Піхачек |

### Група В (Стокгольм, Швеція)
| Команда   | І | В | ВО | ПО | П | ШЗ | ШП | Різ | Очк |
| --------- | - | - | -- | -- | - | -- | -- | --- | --- |
| Швейцарія | 7 | 6 | 1  | 0  | 0 | 29 | 10 | +19 | 20  |
| Канада    | 7 | 5 | 1  | 1  | 0 | 25 | 10 | +15 | 18  |
| Швеція    | 7 | 5 | 0  | 0  | 2 | 17 | 11 | +8  | 15  |
| Чехія     | 7 | 3 | 1  | 0  | 3 | 19 | 12 | +7  | 11  |
| Норвегія  | 7 | 3 | 0  | 0  | 4 | 12 | 26 | −14 | 9   |
| Данія     | 7 | 1 | 1  | 1  | 4 | 13 | 20 | −7  | 6   |
| Білорусь  | 7 | 1 | 0  | 0  | 6 | 10 | 21 | −11 | 3   |
| Словенія  | 7 | 0 | 0  | 2  | 5 | 12 | 27 | −15 | 2   |

- Час початку матчів місцевий (UTC+2)

#### 1-й тур
| 3 травня 2013 16:15 | Чехія | 2 : 0 (1:0, 0:0, 1:0) | Білорусь | «Глобен Арена», Стокгольм Глядачів: 5,127 |

| Протокол                                                    | Протокол        | Протокол  | Протокол   | Протокол                            |
| ----------------------------------------------------------- | --------------- | --------- | ---------- | ----------------------------------- |
|                                                             | Александр Салак | Голкіпери | Бєлінський | Арбітри: Кейт Кавал Даніель Піхачек |
| Ворачек (Врбата, Міхалек) 11:03 Врбата (Ганзал, Шмід) 49:57 | 1:0 2:0         |           |            | Арбітри: Кейт Кавал Даніель Піхачек |
| 6 хв.                                                       | Вилучення       | 14 хв.    |            | Арбітри: Кейт Кавал Даніель Піхачек |
| 36                                                          | Кидки           | 21        |            | Арбітри: Кейт Кавал Даніель Піхачек |

| 3 травня 2013 16:15 | Швеція | 2 : 3 (0:0, 1:2, 1:1) | Швейцарія | «Глобен Арена», Стокгольм Глядачів: 12,500 |

| Протокол                                                                | Протокол            | Протокол                                                          | Протокол      | Протокол                   |
| ----------------------------------------------------------------------- | ------------------- | ----------------------------------------------------------------- | ------------- | -------------------------- |
|                                                                         | Якоб Маркстрем      | Голкіпери                                                         | Мартін Гербер | Арбітри: Ян Крофт Юрі Ронн |
| Франссон (Даніельсон, Луї Ерікссон) 38:10 Гьялмарссон (Талліндер) 59:38 | 0:1 0:2 1:2 1:3 2:3 | 22:52 Бібер (Вокер, Блум) 28:17 Нідеррайтер (Плюсс) 59:27 Гарднер |               | Арбітри: Ян Крофт Юрі Ронн |
| 10 хв.                                                                  | Вилучення           | 14 хв.                                                            |               | Арбітри: Ян Крофт Юрі Ронн |
| 31                                                                      | Кидки               | 24                                                                |               | Арбітри: Ян Крофт Юрі Ронн |

| 4 травня 2013 12:15 | Норвегія | 3 : 1 (2:1, 0:0, 1:0) | Словенія | «Глобен Арена», Стокгольм Глядачів: 3,832 |

| Протокол | Протокол        | Протокол            | Протокол       | Протокол                             |
| --- | --------------- | ------------------- | -------------- | ------------------------------------ |
| | Хауген          | Голкіпери           | Роберт Крістан | Арбітри: Владімір Балушка Кейт Кавал |
| Бастіансен (К. А. Олімб, М. Олімб) 01:02 Бастіансен (М. Олімб, К. А. Олімб) 14:03 М. Гансен (К. Форсберг) 59:55 (порожні ворота) | 1:0 2:0 2:1 3:1 | 19:43 Єглич (Тічар) |                | Арбітри: Владімір Балушка Кейт Кавал |
| 8 хв. | Вилучення       | 10 хв.              |                | Арбітри: Владімір Балушка Кейт Кавал |
| 25 | Кидки           | 22                  |                | Арбітри: Владімір Балушка Кейт Кавал |

| 4 травня 2013 16:15 | Канада | 3 : 1 (0:1, 2:0, 1:0) | Данія | «Глобен Арена», Стокгольм Глядачів: 5,577 |

| Протокол                                                                   | Протокол        | Протокол                          | Протокол      | Протокол                                |
| -------------------------------------------------------------------------- | --------------- | --------------------------------- | ------------- | --------------------------------------- |
|                                                                            | Деван Дубник    | Голкіпери                         | Сімон Нільсен | Арбітри: Ларс Брюггеман Даніель Піхачек |
| Дюшейн (Еберле) 30:15 Стемкос (Е. Стаал, Жіру) 31:38 Дюшейн (Еберле) 47:03 | 0:1 1:1 2:1 3:1 | 4:50 Греен (К. Стаал, Д. Нільсен) |               | Арбітри: Ларс Брюггеман Даніель Піхачек |
| 6 хв.                                                                      | Вилучення       | 12 хв.                            |               | Арбітри: Ларс Брюггеман Даніель Піхачек |
| 37                                                                         | Кидки           | 25                                |               | Арбітри: Ларс Брюггеман Даніель Піхачек |

#### 2-й тур
| 4 травня 2013 20:15 | Чехія | 1 : 2 (0:1, 1:1, 0:0) | Швеція | «Глобен Арена», Стокгольм Глядачів: 12 500 |

| Протокол                        | Протокол    | Протокол                                                                            | Протокол | Протокол                                    |
| ------------------------------- | ----------- | ----------------------------------------------------------------------------------- | -------- | ------------------------------------------- |
|                                 | Салак       | Голкіпери                                                                           | Енрот    | Арбітри: В'ячеслав Буланов Костянтин Оленін |
| Гудлер (Ворачек, Тлустий) 32:40 | 0:1 0:2 1:2 | 10:14 Ерікссон (Тернберг, К. Ярнкрок) 23:38 Талліндер (Д. Лундквіст, Е. Густафссон) |          | Арбітри: В'ячеслав Буланов Костянтин Оленін |
| 8 хв.                           | Вилучення   | 20 хв.                                                                              |          | Арбітри: В'ячеслав Буланов Костянтин Оленін |
| 18                              | Кидки       | 39                                                                                  |          | Арбітри: В'ячеслав Буланов Костянтин Оленін |

| 5 травня 2013 12:15 | Білорусь | 4 : 3 (1:1, 1:0, 2:2) | Словенія | «Глобен Арена», Стокгольм Глядачів: 1,411 |

| Протокол | Протокол                    | Протокол                                                                                         | Протокол       | Протокол                                  |
| --- | --------------------------- | ------------------------------------------------------------------------------------------------ | -------------- | ----------------------------------------- |
| | Бєлінський                  | Голкіпери                                                                                        | Роберт Крістан | Арбітри: Ларс Брюггеман В'ячеслав Буланов |
| Казнадей (Кулаков, Кітаров) 17:19 Кітаров (Мелешко) 29:44 Філічкін (Стась) 43:57 Угаров (Казнадей, Ковиршин) 55:19 | 0:1 1:1 2:1 2:2 3:2 3:3 4:3 | 13:28 Разінгар (Г. Копітар, Р. Паїч) 41:06 М. Родман (Д. Родман) 54:52 Р. Саболич (Єглич, Тічар) |                | Арбітри: Ларс Брюггеман В'ячеслав Буланов |
| 4 хв. | Вилучення                   | 6 хв.                                                                                            |                | Арбітри: Ларс Брюггеман В'ячеслав Буланов |
| 17 | Кидки                       | 30                                                                                               |                | Арбітри: Ларс Брюггеман В'ячеслав Буланов |

| 5 травня 2013 16:15 | Швейцарія | 3 : 2 Б (1:0, 0:1, 1:1, 0:0, 1:0) | Канада | «Глобен Арена», Стокгольм Глядачів: 6,107 |

| Протокол                                                                           | Протокол              | Протокол                                         | Протокол | Протокол                                   |
| ---------------------------------------------------------------------------------- | --------------------- | ------------------------------------------------ | -------- | ------------------------------------------ |
|                                                                                    | М. Гербер             | Голкіпери                                        | М. Сміт  | Арбітри: Владімір Балушка Костянтин Оленін |
| Д. Голленштайн (Дж. Вокер, М. Тракслер) 13:11 Нідеррайтер 53:14 Рето Сурі — булліт | 1:0 1:1 1:2 2:2 3:2 Б | 34:33 Ледд (Шенн, Стемкос) 47:35 М. Рід (Еберле) |          | Арбітри: Владімір Балушка Костянтин Оленін |
| 6 хв.                                                                              | Вилучення             | 8 хв.                                            |          | Арбітри: Владімір Балушка Костянтин Оленін |
| 29                                                                                 | Кидки                 | 21                                               |          | Арбітри: Владімір Балушка Костянтин Оленін |

| 5 травня 2013 20:15 | Норвегія | 3 : 2 (1:0, 1:0, 1:2) | Данія | «Глобен Арена», Стокгольм Глядачів: 3,754 |

| Протокол                                                                                  | Протокол            | Протокол                                                                                       | Протокол         | Протокол                   |
| ----------------------------------------------------------------------------------------- | ------------------- | ---------------------------------------------------------------------------------------------- | ---------------- | -------------------------- |
|                                                                                           | Ларс Хауген         | Голкіпери                                                                                      | Патрік Гальбрайт | Арбітри: Ян Крофт Юрі Ронн |
| М. Трайг (М. Олімб) 01:03 Бастіансен (М. Аск, А. Бонсаксен) 38:03 Торесен (Скредер) 57:28 | 1:0 2:0 2:1 2:2 3:2 | 45:09 Лассен (Міккель Бедкер, М. Крістенсен) 49:58 Мадс Бедкер (Міккель Бедкер, М. Крістенсен) |                  | Арбітри: Ян Крофт Юрі Ронн |
| 14 хв.                                                                                    | Вилучення           | 12 хв.                                                                                         |                  | Арбітри: Ян Крофт Юрі Ронн |
| 23                                                                                        | Кидки               | 29                                                                                             |                  | Арбітри: Ян Крофт Юрі Ронн |

#### 3-й тур
| 6 травня 2013 16:15 | Швейцарія | 5 : 2 (1:0, 1:2, 3:0) | Чехія | «Глобен Арена», Стокгольм Глядачів: 3,537 |

| Протокол | Протокол                    | Протокол                                                     | Протокол        | Протокол                   |
| --- | --------------------------- | ------------------------------------------------------------ | --------------- | -------------------------- |
| | Рето Берра                  | Голкіпери                                                    | Александр Салак | Арбітри: Ян Крофт Юрі Ронн |
| Амбюхл (Гарднер, Йозі) 17:56 Нідеррайтер (С. Мозер, Плюсс) 26:36 С. Мозер 45:47 С. Боденманн (Д. Голленштайн, Л. Кунті) 53:22 Сурі 59:21 | 1:0 2:0 2:1 2:2 3:2 4:2 5:2 | 33:02 Ї. Гудлер (Ї. Тлустий, Ворачек) 39:12 Ї. Гудлер (Іргл) |                 | Арбітри: Ян Крофт Юрі Ронн |
| 6 хв. | Вилучення                   | 4 хв.                                                        |                 | Арбітри: Ян Крофт Юрі Ронн |
| 31 | Кидки                       | 39                                                           |                 | Арбітри: Ян Крофт Юрі Ронн |

| 6 травня 2013 20:15 | Швеція | 2 : 1 (0:1, 1:0, 1:0) | Білорусь | «Глобен Арена», Стокгольм Глядачів: 10,473 |

| Протокол                                                   | Протокол    | Протокол                | Протокол  | Протокол                            |
| ---------------------------------------------------------- | ----------- | ----------------------- | --------- | ----------------------------------- |
|                                                            | Енрот       | Голкіпери               | Мильчаков | Арбітри: Кейт Кавал Даніель Піхачек |
| Ліндберг (Кронвалль) 25:40 Петтерссон (Д. Лундквіст) 51:36 | 0:1 1:1 2:1 | 17:34 Кольцов (Горошко) |           | Арбітри: Кейт Кавал Даніель Піхачек |
| 12 хв.                                                     | Вилучення   | 14 хв.                  |           | Арбітри: Кейт Кавал Даніель Піхачек |
| 29                                                         | Кидки       | 21                      |           | Арбітри: Кейт Кавал Даніель Піхачек |

| 7 травня 2013 16:15 | Словенія | 2 : 3 ОТ (1:0, 1:1, 0:1, 0:1) | Данія | «Глобен Арена», Стокгольм Глядачів: 1,051 |

| Протокол                                                 | Протокол               | Протокол                                                                                           | Протокол      | Протокол                                   |
| -------------------------------------------------------- | ---------------------- | -------------------------------------------------------------------------------------------------- | ------------- | ------------------------------------------ |
|                                                          | Р. Крістан             | Голкіпери                                                                                          | Сімон Нільсен | Арбітри: Владімір Балушка Костянтин Оленін |
| Тічар (Грегорц, Робар) 6:11 Тічар (Робар, Грегорц) 34:41 | 1:0 1:1 2:1 2:2 2:3 ОТ | 23:34 Стаал (М. Лаурідсен, М. Мадсен) 45:58 М. Мадсен (Стаал, Є. Єнсен) 61:53 М. Греїн (Ф. Ларсен) |               | Арбітри: Владімір Балушка Костянтин Оленін |
| 4 хв.                                                    | Вилучення              | 4 хв.                                                                                              |               | Арбітри: Владімір Балушка Костянтин Оленін |
| 17                                                       | Кидки                  | 25                                                                                                 |               | Арбітри: Владімір Балушка Костянтин Оленін |

| 7 травня 2013 20:15 | Канада | 7 : 1 (4:0, 1:1, 2:0) | Норвегія | «Глобен Арена», Стокгольм Глядачів: 3,678 |

| Протокол | Протокол                        | Протокол                                 | Протокол     | Протокол                                  |
| --- | ------------------------------- | ---------------------------------------- | ------------ | ----------------------------------------- |
| | Деван Дубник                    | Голкіпери                                | Ларс Вольден | Арбітри: Ларс Брюггеман В'ячеслав Буланов |
| 04:45 Ледд (Стемкос) 13:07 Скіннер (Стемкос) 16:57 Дюшейн (Еберле, Робідас) 18:04 Жіру (Шульц, Стемкос) 22:28 Холл (Еберле) 44:32 Стемкос (Жіру, Ті Дж. Броді) 52:35 Холл (Дюшейн, О'Райллі) | 1:0 2:0 3:0 4:0 5:0 5:1 6:1 7:1 | К. А. Олімб (Бастіансен, М. Олімб) 30:24 |              | Арбітри: Ларс Брюггеман В'ячеслав Буланов |
| 6 хв. | Вилучення                       | 12 хв.                                   |              | Арбітри: Ларс Брюггеман В'ячеслав Буланов |
| 36 | Кидки                           | 14                                       |              | Арбітри: Ларс Брюггеман В'ячеслав Буланов |

#### 4-й тур
| 8 травня 2013 16:15 | Словенія | 1 : 7 (1:3, 0:3, 0:1) | Швейцарія | «Глобен Арена», Стокгольм Глядачів: 2,132 |

| Протокол                              | Протокол                           | Протокол | Протокол      | Протокол                           |
| ------------------------------------- | ---------------------------------- | --- | ------------- | ---------------------------------- |
|                                       | А. Хочевар з 40 хвилини Р. Крістан | Голкіпери | Мартін Гербер | Арбітри: Антонін Єрабек Кейт Кавал |
| 06:13 Р. Паїч (Ж. Павлін, К. Претнар) | 1:0 1:1 1:2 1:3 1:4 1:5 1:6 1:7    | С. Боденманн (Л. Кунті, Д. Голленштайн) 14:59 Л. Кунті (С. Боденманн, Д. Голленштайн) 17:39 Д. Голленштайн (С. Боденманн, Л. Кунті) 19:23 Д. Голленштайн (Ж. Воклер, Дж. Вокер) 31:20 С. Мозер (М. Плюсс, Н. Нідеррайтер) 35:02 А. Амбюхл (Р. Сурі) 39:53 Р. Сурі (А. Амбюхл, Р. Гарднер) 44:05 |               | Арбітри: Антонін Єрабек Кейт Кавал |
| 8 хв.                                 | Вилучення                          | 4 хв. |               | Арбітри: Антонін Єрабек Кейт Кавал |
| 14                                    | Кидки                              | 38 |               | Арбітри: Антонін Єрабек Кейт Кавал |

| 8 травня 2013 20:15 | Норвегія | 1 : 5 (0:2, 1:0, 0:3) | Швеція | «Глобен Арена», Стокгольм Глядачів: 12,293 |

| Протокол         | Протокол                | Протокол | Протокол       | Протокол                            |
| ---------------- | ----------------------- | --- | -------------- | ----------------------------------- |
|                  | Ларс Хауген             | Голкіпери | Якоб Маркстрем | Арбітри: Владімір Балушка Метт Кірк |
| 31:53 М. Хольтет | 0:1 0:2 1:2 1:3 1:4 1:5 | Г. Ландескуг (Д. Аксельссон, Ю. Франссон) 09:26 Л. Ерікссон (Н. Перссон, Д. Аксельссон) 14:00 А. Ємтін (Ю. Франссон) 44:11 Е. Фельт (Д. Аксельссон, Н. Перссон) 44:59 Г. Ландескуг (С. Гьялмарссон, Л. Ерікссон) 56:33 |                | Арбітри: Владімір Балушка Метт Кірк |
| 18 хв.           | Вилучення               | 18 хв. |                | Арбітри: Владімір Балушка Метт Кірк |
| 21               | Кидки                   | 48 |                | Арбітри: Владімір Балушка Метт Кірк |

| 9 травня 2013 16:15 | Чехія | 2 : 1 Б (0:0, 0:0, 1:1, 0:0, 1:0) | Данія | «Глобен Арена», Стокгольм Глядачів: 3,359 |

| Протокол                                             | Протокол         | Протокол                    | Протокол      | Протокол                                 |
| ---------------------------------------------------- | ---------------- | --------------------------- | ------------- | ---------------------------------------- |
|                                                      | Ондржей Павелець | Голкіпери                   | Сімон Нільсен | Арбітри: Морган Юганссон Даніель Піхачек |
| 45:53 З. Міхалек (П. Губачек, Шмід) З. Іргл — булліт | 1:0 1:1 2:1 Б    | М. Поульсен (К. Стал) 55:55 |               | Арбітри: Морган Юганссон Даніель Піхачек |
| 6 хв.                                                | Вилучення        | 14 хв.                      |               | Арбітри: Морган Юганссон Даніель Піхачек |
| 32                                                   | Кидки            | 19                          |               | Арбітри: Морган Юганссон Даніель Піхачек |

| 9 травня 2013 20:15 | Швеція | 0 : 3 (0:1, 0:2, 0:0) | Канада | «Глобен Арена», Стокгольм Глядачів: 12,500 |

| Протокол | Протокол                          | Протокол                                                                                  | Протокол | Протокол                                   |
| -------- | --------------------------------- | ----------------------------------------------------------------------------------------- | -------- | ------------------------------------------ |
|          | Юнас Енрот з 50:48 Якоб Маркстрем | Голкіпери                                                                                 | М. Сміт  | Арбітри: Костянтин Оленін Юрі Петтері Ронн |
|          | 0:1 0:2 0:3                       | Стемкос (Кемпбелл, Шульц) 08:56 Шенн (М. Рід, Стаал) 20:55 Стаал (О'Райллі, М. Рід) 33:00 |          | Арбітри: Костянтин Оленін Юрі Петтері Ронн |
| 8 хв.    | Вилучення                         | 8 хв.                                                                                     |          | Арбітри: Костянтин Оленін Юрі Петтері Ронн |
| 33       | Кидки                             | 27                                                                                        |          | Арбітри: Костянтин Оленін Юрі Петтері Ронн |

#### 5-й тур
| 10 травня 2013 16:15 | Словенія | 2 : 4 (2:2, 0:0, 0:2) | Чехія | «Глобен Арена», Стокгольм Глядачів: 1,949 |

| Протокол                  | Протокол                | Протокол                                                                                                | Протокол | Протокол                            |
| ------------------------- | ----------------------- | --- | -------- | ----------------------------------- |
|                           | Р. Крістан              | Голкіпери                                                                                               | Павелець | Арбітри: Метт Кірк Костянтин Оленін |
| 06:21 Саболич 11:47 Тічар | 0:1 1:1 2:1 2:2 2:3 2:4 | Коукал 05:39 Гудлер (Накладал, Ворачек) 19:17 Міхалек (Ворачек) 45:58 Новотний (Губачек, Часлава) 55:55 |          | Арбітри: Метт Кірк Костянтин Оленін |
| 10 хв.                    | Вилучення               | 10 хв.                                                                                                  |          | Арбітри: Метт Кірк Костянтин Оленін |
| 25                        | Кидки                   | 35 |          | Арбітри: Метт Кірк Костянтин Оленін |

| 10 травня 2013 20:15 | Білорусь | 1 : 4 (0:2, 0:1, 1:1) | Канада | «Глобен Арена», Стокгольм Глядачів: 4,927 |

| Протокол                | Протокол            | Протокол | Протокол     | Протокол                            |
| ----------------------- | ------------------- | --- | ------------ | ----------------------------------- |
|                         | Мильчаков           | Голкіпери | Деван Дубник | Арбітри: Антонін Єржабек Кейт Кавал |
| 55:58 Єфименко (Демков) | 0:1 0:2 0:3 0:4 1:4 | О'Райллі (Скіннер, Стаал) 11:17 Ледд (Жіру, Шульц) 16:59 Стемкос (Жіру, Шульц) 25:27 Жіру (Стемкос, Ледд) 42:35 |              | Арбітри: Антонін Єржабек Кейт Кавал |
| 14 хв.                  | Вилучення           | 8 хв. |              | Арбітри: Антонін Єржабек Кейт Кавал |
| 10                      | Кидки               | 37 |              | Арбітри: Антонін Єржабек Кейт Кавал |

| 11 травня 2013 12:15 | Швейцарія | 4 : 1 (1:0, 1:1, 2:0) | Данія | «Глобен Арена», Стокгольм Глядачів: 3,543 |

| Протокол | Протокол            | Протокол                | Протокол         | Протокол                      |
| --- | ------------------- | ----------------------- | ---------------- | ----------------------------- |
| | Рето Берра          | Голкіпери               | Патрік Гальбрайт | Арбітри: Кейт Кавал Метт Кірк |
| 01:55 Л. Кунті (С. Боденманн, Д. Голленштайн) 31:02 Гарднер (фон Гунтен, Йозі) 43:47 Р. Сурі (Йозі, Амбюхл) 54:34 Нідеррайтер (Воклер, Зегер) | 1:0 2:0 2:1 3:1 4:1 | Н. Єнсен (Лассен) 33:54 |                  | Арбітри: Кейт Кавал Метт Кірк |
| 6 хв. | Вилучення           | 8 хв.                   |                  | Арбітри: Кейт Кавал Метт Кірк |
| 27 | Кидки               | 33                      |                  | Арбітри: Кейт Кавал Метт Кірк |

| 11 травня 2013 16:15 | Швеція | 2 : 0 (0:0, 1:0, 1:0) | Словенія | «Глобен Арена», Стокгольм Глядачів: 12,500 |

| Протокол                                                                                     | Протокол  | Протокол  | Протокол     | Протокол                                  |
| -------------------------------------------------------------------------------------------- | --------- | --------- | ------------ | ----------------------------------------- |
|                                                                                              | Енрот     | Голкіпери | Лука Гранчар | Арбітри: Владімір Балушка Даніель Піхачек |
| 25:50 Г. Ландескуг (Ю. Франссон, П. Гранберг) 42:51 Петтерссон (С. Гьялмарссон, Ю. Франссон) | 1:0 2:0   |           |              | Арбітри: Владімір Балушка Даніель Піхачек |
| 8 хв.                                                                                        | Вилучення | 12 хв.    |              | Арбітри: Владімір Балушка Даніель Піхачек |
| 40                                                                                           | Кидки     | 21        |              | Арбітри: Владімір Балушка Даніель Піхачек |

#### 6-й тур
| 11 травня 2013 20:15 | Норвегія | 3 : 1 (1:0, 1:0, 1:1) | Білорусь | «Глобен Арена», Стокгольм Глядачів: 3,115 |

| Протокол                                                                                           | Протокол        | Протокол                     | Протокол           | Протокол                                  |
| -------------------------------------------------------------------------------------------------- | --------------- | ---------------------------- | ------------------ | ----------------------------------------- |
| | Ларс Хауген     | Голкіпери                    | Віталій Бєлінський | Арбітри: Морган Юганссон Юрі Петтері Ронн |
| 03:55 Скредер (Роймарк, Форсберг) 25:58 Скредер (М. Трайг, Торесен) 54:18 Бастіансен (К. А. Олімб) | 1:0 2:0 3:0 3:1 | Кулаков (Є. Соломонов) 58:27 |                    | Арбітри: Морган Юганссон Юрі Петтері Ронн |
| 25 хв.                                                                                             | Вилучення       | 8 хв.                        |                    | Арбітри: Морган Юганссон Юрі Петтері Ронн |
| 31                                                                                                 | Кидки           | 19                           |                    | Арбітри: Морган Юганссон Юрі Петтері Ронн |

| 12 травня 2013 16:15 | Канада | 2 : 1 (1:1, 0:0, 1:0) | Чехія | «Глобен Арена», Стокгольм Глядачів: 6,117 |

| Протокол                                                     | Протокол    | Протокол                     | Протокол         | Протокол                                   |
| ------------------------------------------------------------ | ----------- | ---------------------------- | ---------------- | ------------------------------------------ |
|                                                              | М. Сміт     | Голкіпери                    | Ондржей Павелець | Арбітри: Морган Юганссон Маркус Віннерборг |
| 10:30 Вейн Сіммондс (Стаал, Робідас) 46:55 Скіннер (М. Сміт) | 1:0 1:1 2:1 | Коукал (Ганзал, Гейда) 17:03 |                  | Арбітри: Морган Юганссон Маркус Віннерборг |
| 29 хв.                                                       | Вилучення   | 14 хв.                       |                  | Арбітри: Морган Юганссон Маркус Віннерборг |
| 25                                                           | Кидки       | 31                           |                  | Арбітри: Морган Юганссон Маркус Віннерборг |

| 12 травня 2013 20:15 | Норвегія | 1 : 3 (0:2, 0:1, 1:0) | Швейцарія | «Глобен Арена», Стокгольм Глядачів: 3,226 |

| Протокол                   | Протокол        | Протокол                                                                                   | Протокол      | Протокол                             |
| -------------------------- | --------------- | ------------------------------------------------------------------------------------------ | ------------- | ------------------------------------ |
|                            | Ларс Хауген     | Голкіпери                                                                                  | Мартін Гербер | Арбітри: Мартін Франьо Дерек Заласкі |
| 44:14 Толлефсен (М. Трайг) | 0:1 0:2 0:3 1:3 | С. Мозер (Плюсс, Зегер) 06:05 Йосі (Амбюхл, Р. Сурі) 15:33 фон Гунтен (Амбюхл, Йосі) 39:35 |               | Арбітри: Мартін Франьо Дерек Заласкі |
| 22 хв.                     | Вилучення       | 16 хв.                                                                                     |               | Арбітри: Мартін Франьо Дерек Заласкі |
| 17                         | Кидки           | 37                                                                                         |               | Арбітри: Мартін Франьо Дерек Заласкі |

| 13 травня 2013 16:15 | Данія | 3 : 2 (2:0, 1:2, 0:0) | Білорусь | «Глобен Арена», Стокгольм Глядачів: 537 |

| Протокол                                                                        | Протокол            | Протокол                                                       | Протокол         | Протокол                            |
| ------------------------------------------------------------------------------- | ------------------- | -------------------------------------------------------------- | ---------------- | ----------------------------------- |
|                                                                                 | Сімон Нільсен       | Голкіпери                                                      | Дмитро Мильчаков | Арбітри: Метт Кірк Юрі Петтері Ронн |
| 06:31 Ларсен (Стаал, Гардт) 14:57 Н. Єнсен (Бедкер, Лассен) 27:03 Греен (Гардт) | 1:0 2:0 3:0 3:1 3:2 | Кольцов (Горошко) 32:10 Роман Граборенко (Стась, Угаров) 36:36 |                  | Арбітри: Метт Кірк Юрі Петтері Ронн |
| 6 хв.                                                                           | Вилучення           | 18 хв.                                                         |                  | Арбітри: Метт Кірк Юрі Петтері Ронн |
| 33                                                                              | Кидки               | 19                                                             |                  | Арбітри: Метт Кірк Юрі Петтері Ронн |

#### 7-й тур
| 13 травня 2013 20:15 | Канада | 4 : 3 ОТ (0:2, 2:1, 1:0, 1:0) | Словенія | «Глобен Арена», Стокгольм Глядачів: 2,184 |

| Протокол | Протокол                       | Протокол                                                                     | Протокол     | Протокол                            |
| --- | ------------------------------ | ---------------------------------------------------------------------------- | ------------ | ----------------------------------- |
| | Деван Дубник                   | Голкіпери                                                                    | Лука Гранчар | Арбітри: Антонін Єржабек Кейт Кавал |
| 22:01 Дюшен (Гаррісон, Е. Стаал) 22:51 Стемкос (Жіру) 47:09 Діллон (Холл, Скіннер) 62:36 Стемкос (Гемьюс, Кемпбелл) | 0:1 0:2 1:2 2:2 2:3 3:3 4:3 ОТ | Урбас (Родман) 05:53 Урбас (Родман) 08:36 Разінгар (Л. Тосіч, Р. Паїч) 27:17 |              | Арбітри: Антонін Єржабек Кейт Кавал |
| 4 хв. | Вилучення                      | 10 хв.                                                                       |              | Арбітри: Антонін Єржабек Кейт Кавал |
| 39 | Кидки                          | 20                                                                           |              | Арбітри: Антонін Єржабек Кейт Кавал |

| 14 травня 2013 12:15 | Білорусь | 1 : 4 (0:1, 0:0, 1:3) | Швейцарія | «Глобен Арена», Стокгольм Глядачів: 2,206 |

| Протокол       | Протокол            | Протокол                                                                              | Протокол   | Протокол                                 |
| -------------- | ------------------- | ------------------------------------------------------------------------------------- | ---------- | ---------------------------------------- |
|                | Віталій Бєлінський  | Голкіпери                                                                             | Рето Берра | Арбітри: Мартін Франьо Маркус Віннерборг |
| 41:35 Ковиршин | 1:0 1:1 1:2 1:3 1:4 | Йосі 01:13 М. Бібер (Йосі, Р. Берра) 50:59 Дж. Вокер (М. Бібер) 54:00 Дж. Вокер 59:02 |            | Арбітри: Мартін Франьо Маркус Віннерборг |
| 6 хв.          | Вилучення           | 8 хв.                                                                                 |            | Арбітри: Мартін Франьо Маркус Віннерборг |
| 21             | Кидки               | 40                                                                                    |            | Арбітри: Мартін Франьо Маркус Віннерборг |

| 14 травня 2013 16:15 | Чехія | 7 : 0 (3:0, 2:0, 2:0) | Норвегія | «Глобен Арена», Стокгольм Глядачів: 2,769 |

| Протокол | Протокол                     | Протокол  | Протокол                 | Протокол                                  |
| --- | ---------------------------- | --------- | ------------------------ | ----------------------------------------- |
| | Павелець з 53:32 П. Францоуз | Голкіпери | Хауген з 12:06 Л. Волден | Арбітри: Морган Юганссон Юрі Петтері Ронн |
| Т. Флейшманн (Плеканець) 01:45 Т. Флейшманн (Плеканець) 07:18 Тлустий (Плеканець) 11:27 М. Ганзал (Ворачек, Ї. Гудлер) 27:56 Міхалек (Л. Шмід, П. Губачек) 39:59 Р. Врбата (М. Ганзал) 53:11 З. Іргл (Ї. Новотний, П. Губачек) 53:32 | 1:0 2:0 3:0 4:0 5:0 6:0 7:0  |           |                          | Арбітри: Морган Юганссон Юрі Петтері Ронн |
| 12 хв. | Вилучення                    | 4 хв.     |                          | Арбітри: Морган Юганссон Юрі Петтері Ронн |
| 36 | Кидки                        | 17        |                          | Арбітри: Морган Юганссон Юрі Петтері Ронн |

| 14 травня 2013 20:15 | Данія | 2 : 4 (1:0, 1:1, 0:3) | Швеція | «Глобен Арена», Стокгольм Глядачів: 11568 |

| Протокол                                                   | Протокол                | Протокол | Протокол       | Протокол                               |
| ---------------------------------------------------------- | ----------------------- | --- | -------------- | -------------------------------------- |
|                                                            | Патрік Гальбрайт        | Голкіпери | Якоб Маркстрем | Арбітри: Антонін Єржабек Дерек Заласкі |
| 07:40 Мадсен (Старков) 36:04 Старков (М. Мадсен, М. Греен) | 1:0 1:1 2:1 2:2 2:3 2:4 | Д. Седін (Л. Ерікссон, Г. Седін) 24:30 Г. Седін (Л. Ерікссон, Д. Седін) 40:22 Тернберг (Ліндберг, Петтерссон) 41:36 Тернберг (Петтерссон, Едлер) 50:45 |                | Арбітри: Антонін Єржабек Дерек Заласкі |
| 8 хв.                                                      | Вилучення               | 16 хв. |                | Арбітри: Антонін Єржабек Дерек Заласкі |
| 28                                                         | Кидки                   | 41 |                | Арбітри: Антонін Єржабек Дерек Заласкі |

## Плей-оф
|  | Чвертьфінали | Чвертьфінали | Чвертьфінали |   |           | Півфінали | Півфінали | Півфінали           |           |     | Фінал  | Фінал | Фінал |
|  |              |              |              |   |           |           |           |                     |           |     |        |       |       |
|  | А1           | Фінляндія    | 4            |   |           |           |           |                     |           |     |        |       |       |
|  | А4           | Словаччина   | 3            |   |           |           |           |                     |           |     |        |       |       |
|  | А4           | Словаччина   | 3            |   | QF1       | Фінляндія | 0         |                     |           |     |        |       |       |
|  |              |              |              |   | QF1       | Фінляндія | 0         |                     |           |     |        |       |       |
|  |              | QF2          | Швеція       | 3 |           |           |           |                     |           |     |        |       |       |
|  | В2           | QF2          | Швеція       | 3 | Канада    | 2         |           |                     |           |     |        |       |       |
|  | В2           |              |              |   | Канада    | 2         |           |                     |           |     |        |       |       |
|  | В3           | Швеція       | 3            |   |           |           |           |                     |           |     |        |       |       |
|  | В3           | Швеція       | 3            |   |           |           |           |                     |           | SF1 | Швеція | 5     |       |
|  |              |              |              |   |           |           |           |                     |           | SF1 | Швеція | 5     |       |
|  |              | SF2          | Швейцарія    | 1 |           |           |           |                     |           |     |        |       |       |
|  | В1           | SF2          | Швейцарія    | 1 | Швейцарія | 2         |           |                     |           |     |        |       |       |
|  | В1           |              |              |   | Швейцарія | 2         |           |                     |           |     |        |       |       |
|  | В4           | Чехія        | 1            |   |           |           |           |                     |           |     |        |       |       |
|  | В4           | Чехія        | 1            |   | QF3       | Швейцарія | 3         |                     |           |     |        |       |       |
|  |              |              |              |   | QF3       | Швейцарія | 3         | Матч за третє місце |           |     |        |       |       |
|  |              | QF4          | США          | 0 |           |           |           |                     |           |     |        |       |       |
|  | А2           | QF4          | США          | 0 | Росія     | 3         |           | SF1                 | Фінляндія | 2   |        |       |       |
|  | А2           |              |              |   | Росія     | 3         |           | SF1                 | Фінляндія | 2   |        |       |       |
|  | А3           | США          | 8            |   |           |           |           |                     |           |     | SF2    | США   | 3     |

### Чвертьфінали
| 16 травня 2013 12:00 | Росія | 3 : 8 (1:2, 0:2, 2:4) | США | Хартвалль Арена, Гельсінкі Глядачів: 5506 |

| Протокол                                                                             | Протокол                                    | Протокол | Протокол    | Протокол                             |
| ------------------------------------------------------------------------------------ | ------------------------------------------- | --- | ----------- | ------------------------------------ |
|                                                                                      | Ілля Бризгалов з 38:12 Семен Варламов       | Голкіпери | Джон Гібсон | Арбітри: Ларс Брюггеман Брент Райбер |
| Світов (Соїн, Тютін) 15:30 Овечкін (Варламов) 41:33 Пережогін (Попов, Овечкін) 43:40 | 0:1 0:2 1:2 1:3 1:4 2:4 2:5 3:5 3:6 3:7 3:8 | 11:53 Штястний (Сміт, Ганвік) 12:43 Оші (Степлтон) 25:45 Томпсон (Картер) 37:31 Гальченюк (Сміт, Штястний) 42:55 Картер 48:11 Труба (Сміт, Штястний) 49:56 Мосс (Сміт) 50:07 Штястний (Сміт, К. Батлер) |             | Арбітри: Ларс Брюггеман Брент Райбер |
| 4 хв.                                                                                | Вилучення                                   | 8 хв. |             | Арбітри: Ларс Брюггеман Брент Райбер |
| 34                                                                                   | Кидки                                       | 31 |             | Арбітри: Ларс Брюггеман Брент Райбер |

| 16 травня 2013 14:45 | Швейцарія | 2 : 1 (1:0, 1:0, 0:1) | Чехія | «Глобен Арена», Стокгольм Глядачів: 2237 |

| Протокол                                                             | Протокол      | Протокол                                 | Протокол         | Протокол                                    |
| -------------------------------------------------------------------- | ------------- | ---------------------------------------- | ---------------- | ------------------------------------------- |
|                                                                      | Мартін Гербер | Голкіпери                                | Ондржей Павелець | Арбітри: Костянтин Оленін Маркус Віннерборг |
| Голленштайн (Блінденбахер, Р. Сурі) 05:45 Йозі (Гарднер, Діас) 33:08 | 1:0 2:0 2:1   | 45:29 Зденек Кутлак (Плеканець, Ворачек) |                  | Арбітри: Костянтин Оленін Маркус Віннерборг |
| 12 хв.                                                               | Вилучення     | 6 хв.                                    |                  | Арбітри: Костянтин Оленін Маркус Віннерборг |
| 32                                                                   | Кидки         | 34                                       |                  | Арбітри: Костянтин Оленін Маркус Віннерборг |

| 16 травня 2013 17:30 | Фінляндія | 4 : 3 (3:0, 0:2, 1:1) | Словаччина | Хартвалль Арена, Гельсінкі Глядачів: 9520 |

| Протокол | Протокол                    | Протокол                                                                                        | Протокол        | Протокол                            |
| --- | --------------------------- | ----------------------------------------------------------------------------------------------- | --------------- | ----------------------------------- |
| | Антті Раанта                | Голкіпери                                                                                       | Растіслав Станя | Арбітри: Антонін Єржабек Кейт Кавал |
| Вяянянен 01:31 Контіола (Песонен, Аалтонен) 09:49 Контіола (Аалтонен) 15:44 Аалтонен (Контіола, Песонен) 48:13 | 1:0 2:0 3:0 3:1 3:2 3:3 4:3 | 25:03 Міклик (Мезей, Кукумберг) 32:17 Секера (Мезей, Гудачек) 40:30 Суровий (Радівоєвич, Мезей) |                 | Арбітри: Антонін Єржабек Кейт Кавал |
| 8 хв. | Вилучення                   | 10 хв.                                                                                          |                 | Арбітри: Антонін Єржабек Кейт Кавал |
| 25 | Кидки                       | 36                                                                                              |                 | Арбітри: Антонін Єржабек Кейт Кавал |

| 16 травня 2013 20:15 | Канада | 2 : 3 Б (0:0, 1:0, 1:2, 0:0, 0:1) | Швеція | «Глобен Арена», Стокгольм Глядачів: 11153 |

| Протокол                                             | Протокол              | Протокол | Протокол                                  | Протокол                                    |
| ---------------------------------------------------- | --------------------- | --- | ----------------------------------------- | ------------------------------------------- |
|                                                      | Майк Сміт             | Голкіпери | Юнас Енрот (61:18 — 63:37 Якоб Маркстрем) | Арбітри: В'ячеслав Буланов Юрі Петтері Ронн |
| Стемкос (Робідас, Ледд) 20:45 Клод Жіру (Ледд) 50:50 | 1:0 1:1 1:2 2:2 2:3 Б | 45:41 Н. Даніельсон (Г. Седін, Д. Седін) 49:35 Л. Ерікссон (Н. Даніельсон, Г. Седін) Фредрік Петтерссон — булліт |                                           | Арбітри: В'ячеслав Буланов Юрі Петтері Ронн |
| 8 хв.                                                | Вилучення             | 29 хв. |                                           | Арбітри: В'ячеслав Буланов Юрі Петтері Ронн |
| 43                                                   | Кидки                 | 33 |                                           | Арбітри: В'ячеслав Буланов Юрі Петтері Ронн |

### Півфінали
| 18 травня 2013 15:00 | Фінляндія | 0 : 3 (0:1, 0:1, 0:1) | Швеція | «Глобен Арена», Стокгольм Глядачів: 11674 |

| Протокол | Протокол     | Протокол | Протокол   | Протокол                               |
| -------- | ------------ | --- | ---------- | -------------------------------------- |
|          | Антті Раанта | Голкіпери | Юнас Енрот | Арбітри: Костянтин Оленін Брент Райбер |
|          | 0:1 0:2 0:3  | 10:33 Л. Ерікссон (Г. Седін, Д. Седін) 36:13 Л. Ерікссон (Г. Седін, Д. Седін) 59:37 Г. Седін (Л. Ерікссон, Г. Талліндер) |            | Арбітри: Костянтин Оленін Брент Райбер |
| 8 хв.    | Вилучення    | 4 хв. |            | Арбітри: Костянтин Оленін Брент Райбер |
| 30       | Кидки        | 31 |            | Арбітри: Костянтин Оленін Брент Райбер |

| 18 травня 2013 19:00 | Швейцарія | 3 : 0 (0:0, 1:0, 2:0) | США | «Глобен Арена», Стокгольм Глядачів: 7136 |

| Протокол                                                                       | Протокол    | Протокол  | Протокол    | Протокол                                |
| ------------------------------------------------------------------------------ | ----------- | --------- | ----------- | --------------------------------------- |
|                                                                                | Рето Берра  | Голкіпери | Джон Гібсон | Арбітри: Ларс Брюггеман Антонін Єржабек |
| Нідеррайтер (Плюсс) 30:01 Вокер (Мозер, Фуррер) 50:11 Сурі (Нідеррайтер) 59:41 | 1:0 2:0 3:0 |           |             | Арбітри: Ларс Брюггеман Антонін Єржабек |
| 4 хв.                                                                          | Вилучення   | 8 хв.     |             | Арбітри: Ларс Брюггеман Антонін Єржабек |
| 31                                                                             | Кидки       | 29        |             | Арбітри: Ларс Брюггеман Антонін Єржабек |

### Матч за 3-є місце
Час початку матчу місцевий (UTC+2)
| 19 травня 2013 16:00 | Фінляндія | 2 : 3 (0:2, 0:0, 2:0, 0:0, 0:1) Б | США | «Глобен Арена», Стокгольм Глядачів: 6836 |

| Протокол                                                              | Протокол              | Протокол                                                                  | Протокол    | Протокол                                |
| --------------------------------------------------------------------- | --------------------- | ------------------------------------------------------------------------- | ----------- | --------------------------------------- |
|                                                                       | Антті Раанта          | Голкіпери                                                                 | Джон Гібсон | Арбітри: Брент Райбер Маркус Віннерборг |
| Корпікоскі (Вяянянен, Гранлунд) 48:56 Корпікоскі (Гранлунд, Контіола) | 0:1 0:2 1:2 2:2 2:3 Б | 00:58 Сміт (Штястний, Мосс) 15:58 Штястний (Труба, Сміт) Гальченюк (Бул.) |             | Арбітри: Брент Райбер Маркус Віннерборг |
| 2 хв.                                                                 | Вилучення             | 0 хв.                                                                     |             | Арбітри: Брент Райбер Маркус Віннерборг |
| 38                                                                    | Кидки                 | 26                                                                        |             | Арбітри: Брент Райбер Маркус Віннерборг |

### Фінал
Час початку матчу місцевий (UTC+2)
| 19 травня 2013 20:30 | Швеція | 5 : 1 (2:1, 0:0, 3:0) | Швейцарія | «Глобен Арена», Стокгольм Глядачів: 12500 |

| Протокол | Протокол                | Протокол               | Протокол      | Протокол                                           |
| --- | ----------------------- | ---------------------- | ------------- | -------------------------------------------------- |
| | Юнас Енрот              | Голкіпери              | Мартін Гербер | Арбітри: Антонін Єрабек (Єржабек) Костянтин Оленін |
| Е. Густафссон (Петтерссон, Дж. Лундквіст) 08:42 Г. Седін 11:38 С. Гьялмарссон (Ландескуг) 47:13 Л. Ерікссон (Г. Седін) 55:37 Г. Седін 56:36 | 0:1 1:1 2:1 3:1 4:1 5:1 | 04:45 Йозі (Дж. Вокер) |               | Арбітри: Антонін Єрабек (Єржабек) Костянтин Оленін |
| 6 хв. | Вилучення               | 18 хв.                 |               | Арбітри: Антонін Єрабек (Єржабек) Костянтин Оленін |
| 27 | Кидки                   | 27                     |               | Арбітри: Антонін Єрабек (Єржабек) Костянтин Оленін |

## Статистика

### Підсумкова таблиця
Підсумкова таблиця турніру:
|    | Швеція     |
|    | Швейцарія  |
|    | США        |
| 4  | Фінляндія  |
| 5  | Канада     |
| 6  | Росія      |
| 7  | Чехія      |
| 8  | Словаччина |
| 9  | Німеччина  |
| 10 | Норвегія   |
| 11 | Латвія     |
| 12 | Франція    |
| 13 | Данія      |
| 14 | Білорусь   |
| 15 | Австрія    |
| 16 | Словенія   |

### Бомбардири
Список 5 найкращих гравців, сортованих за очками. Список розширений, оскільки деякі гравці набрали рівну кількість очок.
І = проведено ігор; Г = голи; П = передачі; Очк. = очки; +/− = плюс/мінус; Ш = штрафні хвилини;
| Гравець        | І  | Г | П  | Очк. | +/- | Ш  |
| -------------- | -- | - | -- | ---- | --- | -- |
| Петрі Контіола | 10 | 8 | 8  | 16   | +6  | 8  |
| Пол Штястний   | 10 | 7 | 8  | 15   | +7  | 6  |
| Крейг Сміт     | 10 | 4 | 10 | 14   | +5  | 18 |
| Ілля Ковальчук | 8  | 8 | 5  | 13   | +5  | 29 |
| Стівен Стемкос | 8  | 7 | 5  | 12   | +6  | 6  |

Джерело: IIHF.com [Архівовано 2 вересня 2013 у Wayback Machine.]

### Найкращі воротарі
Список п'яти найращих воротарів, сортованих за відсотком відбитих кидків. У список включені лише ті гравці, які провели щонайменш 40% хвилин.
| Гравець          | ЧНЛ    | К   | ГП | СП   | %ВК   | ША |
| ---------------- | ------ | --- | -- | ---- | ----- | -- |
| Юнас Енрот       | 418:29 | 183 | 8  | 1.15 | 95.63 | 2  |
| Джон Гібсон      | 308:00 | 164 | 8  | 1.56 | 95.12 | 1  |
| Майк Сміт        | 255:00 | 126 | 7  | 1.65 | 94.44 | 1  |
| Роб Цепп         | 302:05 | 153 | 9  | 1.79 | 94.12 | 2  |
| Ондржей Павелець | 296:36 | 112 | 7  | 1.42 | 93.75 | 0  |

Джерело: IIHF.com [Архівовано 12 червня 2013 у Wayback Machine.]

## Нагороди
Найкращі гравці, обрані дирекцією ІІХФ
- Найкращий воротар:  Юнас Енрот
- Найкращий захисник:  Роман Йосі
- Найкращий нападник:  Петрі Контіола

Команда усіх зірок, обрана ЗМІ
- Воротар:  Юнас Енрот
- Захисники:  Роман Йосі —  Жюльєн Воклер
- Нападники:  Петрі Контіола —  Пол Штястний —  Генрік Седін
- Найцінніший гравець:  Роман Йосі

Найкращі гравці кожної з команд
Найкращі гравці кожної з команд, обрані тренерами.
| Команда    | Гравці                                                |
| ---------- | ----------------------------------------------------- |
| Австрія    | Бернгард Штаркбаум Андре Лакос Томас Ванек            |
| Білорусь   | Віталій Бєлінський Олег Горошко Костянтин Кольцов     |
| Данія      | Стефан Лассен Олівер Лаурідсен Мортен Мадсен          |
| Канада     | Стівен Стемкос Метт Дюшен Стефан Робідас              |
| Латвія     | Крістапс Сотнієкс Крістерс Гудлевскіс Лауріс Дарзіньш |
| Німеччина  | Роб Цепп Крістіан Ергофф Маркус Кінк                  |
| Норвегія   | Андерс Бастіансен Матс Трюгг Матіс Олімб              |
| Словаччина | Растіслав Станя Андрей Секера Бранко Радівоєвич       |
| Словенія   | Рок Тічар Жига Єглич Сабахудін Ковачевич              |
| США        | Пол Штястний Крейг Сміт Джастін Фолк                  |
| Росія      | Олексій Терещенко Ілля Ковальчук Олександр Радулов    |
| Фінляндія  | Антті Раанта Самі Лепісто Петрі Контіола              |
| Франція    | Крістобаль Юе Йорік Трей Дам'єн Флері                 |
| Чехія      | Ондржей Павелець Збинек Міхалек Якуб Ворачек          |
| Швейцарія  | Мартін Гербер Матіас Зегер Роман Йосі                 |
| Швеція     | Юнас Енрот Даніель Седін Генрік Седін                 |